# Liqueur noire
La liqueur noire est la liqueur de cuisson issue de la fabrication du papier kraft. Il s'agit d'une solution aqueuse composée des résidus de lignine et d'hémicellulose dissous de la pâte à papier, ainsi que des autres composés chimiques inorganiques utilisés dans le processus de dissolution. Elle contient plus de la moitié de la teneur énergétique du bois amené dans le lessiveur. Normalement concentrée jusqu'à 65 % - 80 % par un évaporateur multi-effets, elle est ensuite brûlée à 1 200 °C dans une chaudière de récupération afin de produire de l'énergie et récupérer les produits chimiques de cuisson.

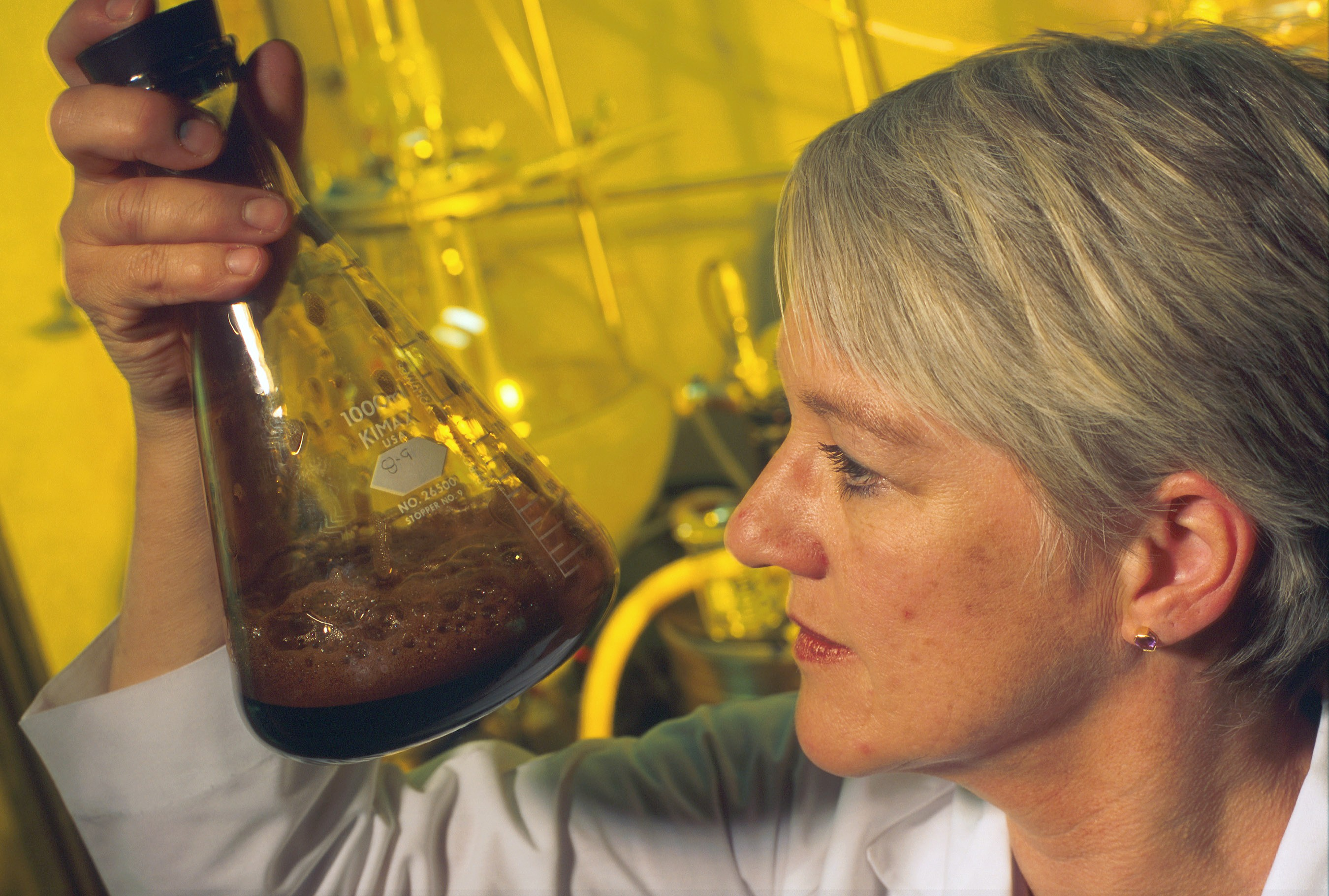
Échantillon de liqueur noire.

## Composition
Environ sept tonnes de liqueur noire sont produites pour chaque tonne de pâte, correspondant en poids à 15 % de matières solides, dont 5 % de matières inorganiques et 10 % de matières organiques.
La matière inorganique présente dans la liqueur noire est l'eau et des composants alcalins solubles issus du bois. La lignine est dégradée en plusieurs fragments dû à la teneur en soufre à 1 ou 2 %, et celle en sodium à environ 6 % de la matière sèche. La cellulose et l'hémicellulose sont pour leur part transformées en acide carboxylique aliphatique et en fragments d'hémicellulose.

## Historique
Initialement les industries papetières rejetaient la liqueur noire dans les cours d'eau environnants. Celle-ci est cependant très toxique pour les organismes aquatiques et donne une couleur caramel à l'eau. La mise au point de la chaudière de récupération par la société G.H. Tomlinson au début des années 1930 a donc marqué une étape importante dans l'évolution de la technique de production du papier kraft.
Il est ainsi possible aujourd'hui[Quand ?] de récupérer près de 99 % des produits chimiques, dont la liqueur noire, placés dans le lessiveur et purifier le reliquat restant au sein d'usines de traitement biologique. La liqueur ainsi brûlée entraîne diverses réactions chimiques permettant notamment de produire jusqu'à 200 tonnes de vapeur par heure à 60 bars de pression, alimentant la quasi-totalité des besoins de l'usine.

## Source d'énergie pour l'usine
Les premières utilisations par les papeteries de la liqueur noire comme source d'énergie remontent donc au moins aux années 1930. La chaudière de récupération créée en début de décennie a initié cette récupération et réutilisation énergétique. La combustion de cette liqueur devient source de production de vapeur tandis que les produits chimiques de cuisson (hydroxyde de sodium, sulfure de sodium utilisés pour séparer la lignine des fibres de cellulose) sont eux aussi récupérés et réintroduits dans le processus de production.
Une telle réutilisation a ainsi permis avec le temps aux industries papetières une cogénération, c'est-à-dire une quasi-autosuffisance énergétique, avec une moyenne de 66 % de leur électricité produite sur place, d'autant que certains besoins disparaissent également : la chaleur nécessaire pour préchauffer les copeaux de bois dans les réservoirs est ainsi directement fournie par la liqueur noire chauffée dans la chaudière.
Aux États-Unis, certaines papeteries ont consommé la quasi-totalité de leur liqueur noire produite depuis les années 1990. En conséquence l'industrie des produits forestiers est devenue l'un des principaux acteurs en termes de production d'énergies renouvelables, ayant atteint les 28,5.10⁶ MW.h d'électricité par an, soit plus encore que l'énergie solaire, éolienne et géothermique combinées.

## Utilisation comme combustible
Un crédit d'impôt instauré par le Congrès américain en 2005 visant à favoriser l'utilisation de carburants alternatifs dérivés des hydrocarbures dans le secteur des transports a été élargi en 2007 afin d'inclure également l'utilisation de carburants issus de la biomasse et leur utilisation pour des machines non mobiles. Cette mesure a ainsi permis aux entreprises de l'industrie du papier réutilisant la liqueur noire pour fournir le combustible, liquide ou gazeux (par gazéification) nécessaire aux machines présentes dans les usines de devenir à leur tour admissibles au crédit d'impôt.
Toutefois le combustible issu de la liqueur noire est un combustible mixte pouvant contenir du carbone d'origine fossile, l'attribution de ce crédit d'impôt à l'industrie papetière a donc été critiquée. En tout état de cause, le crédit d'impôt pour le biocarburant issu de la liqueur noire a pris fin le 1er janvier 2010. Pour la grande entreprise International Paper ce crédit était estimé s'élever jusqu'à 3,7 milliards de dollars.
En termes de combustibles, différentes méthodes de récupération et d'utilisation de la liqueur noire ont été pensées. Parmi elles, la cogénération permet aux usines de produire à la fois électricité et chaleur. Par ailleurs, la gazéification a le plus haut potentiel pour atteindre la meilleure efficacité énergétique tout en générant une énergie riche en gaz de synthèse (ou syngas) issu de la liqueur. Celui-ci peut ainsi lui aussi être brûlé dans une turbine à gaz à cycle combiné ou converti par catalyse en produits chimiques ou autres types de combustibles tels le méthanol, le méthoxyméthane ou encore le diesel par Fischer-Tropsch.

## Biocarburant du futur
Pour le méthanol, la toute première production remonte à septembre 2010, et a été réalisée à l’université technologique de Luleå en Suède au sein de Chemrec à Piteå, entreprise spécialisée dans la gazéification de la liqueur noire. Chemrec produisait déjà du méthoxyméthane, ou DME, par voie thermochimique dans le cadre du projet européen Bio-DME soutenu par le septième programme-cadre de la commission européenne et l'agence suédoise de l'énergie. Un partenariat existe également avec Volvo Trucks, engagée à concevoir des moteurs pour poids-lourds pouvant fonctionner au Bio-DME, le groupe danois Haldor Topsøe, spécialistes des catalyseurs, Delphi, équipementier automobile, ou encore les groupes énergéticiens Total et Preem. 
D'autres projets, comme Le projet BL2F, financé par l’UE, propose un processus de liquéfaction hydrothermale (HTL) intégré dans les usines de pâte à papier afin de produire des biocarburants liquides pour l’aviation et la navigation à partir de liqueur noire. 
La liqueur noire pourrait ainsi véritablement constituer l'un des biocarburants de l'économie de demain,.